# Unterseeboot 282
Le Unterseeboot 282 (ou U-282) est un sous-marin allemand (U-Boot) de type VII.C utilisé par la Kriegsmarine (marine de guerre allemande) pendant la Seconde Guerre mondiale.

## Historique
Mis en service le 13 mars 1943, l'Unterseeboot 282 reçoit sa formation de base à Danzig au sein de la 8. Unterseebootsflottille jusqu'au 30 septembre 1943, puis l'U-282 intègre sa formation de combat à la base sous-marine de Brest avec la 9. Unterseebootsflottille, base qu'il n'atteindra jamais.
L'Unterseeboot 282 a effectué une patrouille dans laquelle il n'a ni coulé, ni endommagé de navire au cours des 19 jours en mer.
En préparation de sa première patrouille, l'U-282 quitte le 11 septembre 1943 le port de Kiel sous les ordres de l'Oberleutnant zur See Rudolf Müller pour rejoindre Bergen en Norvège cinq jours plus tard le 15 septembre 1943.
Il réalise sa première patrouille, quittant Bergen le 16 octobre 1943 toujours sous les ordres de l'Oberleutnant zur See Rudolf Müller. 

L'U-282 est coulé le 29 octobre 1943 au sud-est du Groenland à la position géographique de 55° 28′ N, 31° 57′ O par des charges de profondeurs lancées des destroyers britanniques HMS Vidette et HMS Duncan et de la corvette britannique HMS Sunflower. Les 48 membres d'équipage meurent dans cette attaque.

## Affectations successives
- 8. Unterseebootsflottille à Danzig du 13 mars au 30 septembre 1943 (entrainement)
- 9. Unterseebootsflottille à Brest du 1er au 29 octobre 1943 (service actif)

## Commandement
- Oberleutnant zur See Rudolf Müller du 13 mars 1943 au 29 octobre 1943

## Patrouilles
|       | Commandant          | Départ            | Départ | Arrivée           | Arrivée | Jours    | Succès |
| ----- | ------------------- | ----------------- | ------ | ----------------- | ------- | -------- | ------ |
|       | Oblt. Rudolf Müller | 11 septembre 1943 | Kiel   | 15 septembre 1943 | Bergen  | 5 jours  |        |
| 1     | Oblt. Rudolf Müller | 16 octobre 1943   | Bergen | 29 octobre 1943   | Coulé   | 14 jours |        |
| Total | Total               | Total             | Total  | Total             | Total   | 19 jours | 0 t    |

Note : Oblt. = Oberleutnant zur See 

### OpérationsWolfpack
L'U-282 n'a pas opéré avec les Wolfpacks (meute de loups) durant sa carrière opérationnelle:

## Navires coulés
L'Unterseeboot 282 n'a ni coulé, ni endommagé de navire ennemi au cours de l'unique patrouille (14 jours en mer) qu'il effectua.

### Source et bibliographie
- (en) Cet article est partiellement ou en totalité issu de l’article de Wikipédia en anglais intitulé « German submarine U-282 » (voir la liste des auteurs).
- Chris Bishop, historien militaire (trad. de l'anglais par Christian Muguet), Les sous-marins de la Kriegsmarine : 1939-1945 : le guide d'identification des sous-marins [« The spellmount submarine identification guide : Kriegsmarine U-boats 1939-1945 »], Paris, Éd. de Lodi, 2008, 192 p. (ISBN 978-2-84690-327-1, OCLC 470721805, BNF 41298980)